# غوستاف يوهانسون (سياسي)
غوستاف يوهانسون (بالفنلندية: Gustaf Johansson)‏ هو قسيس وسياسي فنلندي، ولد في 10 يناير 1844 في Ylivieska ‏ في فنلندا، وتوفي في 24 يوليو 1930 في توركو في فنلندا.

## مناصب
- انتخب List of bishops of Turku [الإنجليزية]‏ (1899 – 1930).
- انتخب أسقف أبرشية [الإنجليزية]‏ Diocese of Savonlinna  [لغات أخرى]‏ (1897 – 1899).
- انتخب Bishop of Oulu  [لغات أخرى]‏ (1885 – 1897).
- انتخب member of the Diet of Finland ‏.